# José Giral
José Giral Pereira (Santiago de Cuba, 22 de outubro de 1879 — Cidade do México, 23 de dezembro de 1962) foi um farmacêutico, químico e político da Espanha. Ocupou o lugar de presidente do governo de Espanha em 1936.